# Blaesoxipha croatica
Blaesoxipha croatica är en tvåvingeart som beskrevs av Baranov 1942. Blaesoxipha croatica ingår i släktet Blaesoxipha och familjen köttflugor.
Artens utbredningsområde är Kroatien. Inga underarter finns listade i Catalogue of Life.